# Schüler Helfen Leben
Schüler Helfen Leben (SHL) ist eine 1992 gegründete Organisation, die im Bereich der Bildungs-, Jugend- und Friedensarbeit auf dem Westbalkan, seit 2013 in syrischen Flüchtlingslagern in Jordanien und seit 2022 in der Ukraine tätig ist. Sie hat die Rechtsform einer Stiftung und hat Büros in Neumünster, Berlin, Lübeck, Sarajevo und Kiew. Sie gehört dem Dachverband Solidarity Action Day Movement in Europe (SAME) an.
In Deutschland sammelt die Organisation Spenden für ihre Projekte und die Deutschlandarbeit, die sich vor allem an deutsche Schüler wendet. Mit dem Sozialen Tag veranstaltet SHL jährlich die größte von Jugendlichen organisierte Hilfsaktion Europas.

## Entstehung
Die Jugendinitiative entstand während der Jugoslawienkriege Anfang der 1990er Jahre.  Die Initiative startete von Rheinland-Pfalz aus mit dem Transport von Hilfsgütern in den privaten PKWs der Jugendlichen. Als wesentliche Initiatoren und anfängliche Hauptorganisatoren gelten die damaligen Bad Kreuznacher Schüler Simone Grass und ihr Vater Ulrich Grass (der die Idee für die Initiative hatte), Clemens Beiersdorf (heute Christmann), Gerald Eisenkopf, Hans-Jörg Fiehl, Esther Köhler (heute Ley) und Nadine Meyer (heute Dieter). Es begann mit dem Sammeln von Zahnbürsten, Kleidung und Medikamenten. Kurz darauf wurde eine Aktion unter dem Motto „Jeder Schüler eine D-Mark“ ins Leben gerufen, mit der die Jugendlichen mehr als eine Million D-Mark sammelten. Rudolf Scharping (damaliger Ministerpräsident von Rheinland-Pfalz) wurde erster Schirmherr. Bald kamen Spenden von Schülern aus ganz Deutschland, was die privaten Transportmöglichkeiten der Jugendlichen überstieg, so dass LKWs angemietet wurden. Als eine der wenigen Initiativen begann SHL schon während des Krieges mit Wiederaufbauhilfe. Unterstützt wurde SHL dabei unter anderem von der Deutschen Botschaft in Zagreb, die den Jugendlichen ein Büro zur Verfügung stellte. In Bosnien und Herzegowina, Kroatien und später auch im Kosovo hat sich SHL am Wiederaufbau von mehr als 70 Schulen und Kindergärten beteiligt. 2002 hat der Verein die erste Kinder- und Jugendstiftung Deutschlands gegründet: die Stiftung Schüler Helfen Leben. Diese sichert die Projekte langfristig ab. Dafür fließt ein Teil der Einnahmen des Sozialen Tages auch in das Stiftungskapital. Zudem betreut die Stiftung die Auslandsprojekte in Südosteuropa sowie die Freiwilligen, die im Ausland für SHL arbeiten. Heute will die Organisation Jugend-, Friedens- und Versöhnungsarbeit leisten und bemüht sich, mit verschiedenen Projekten die Bildungssituation zu verbessern. Als Reaktion auf den Bürgerkrieg in Syrien unterstützt Schüler Helfen Leben seit 2013 zudem auch Projekte für syrische Geflüchtete in Jordanien und Syrien. Nach dem russischen Überfall auf die Ukraine 2022 wurde die Stiftung auch in der Ukraine, Polen und Moldau aktiv.

## Der Soziale Tag
Am Sozialen Tag werden Schüler aufgerufen, einen Tag die Schulbank gegen einen Arbeitsplatz zu tauschen und ihren Lohn für die Projekte in Südosteuropa, Jordanien und der Ukraine zu spenden. Der erste Soziale Tag fand 1998 in Schleswig-Holstein statt und wurde seither regelmäßig durchgeführt: erst im Zweijahrestakt, seit 2004 jährlich und seit 2006 bundesweit. Nach einer Kooperation mit der Sächsischen Jugendstiftung im Jahre 2005 (Sozialer Tag nur in Sachsen) und mit Aktion Tagwerk 2006 führt die Organisation den Sozialen Tag seit 2007 ohne Partner durch. Am letzten Sozialen Tag (20. Juni 2022) verdienten ca. 60.000 Schüler in ganz Deutschland etwa 1,1 Millionen Euro.
| Jahr            | Bundesländer       | Schüler (ca.) | Spendensumme Euro (ca.) |
| --------------- | ------------------ | ------------- | ----------------------- |
| 6. Juni 1998    | SH                 | 35.000        | 920.000                 |
| 13. Juli 2000   | SH, HH             | 100.000       | 2.150.000               |
| 18. Juni 2002   | SH, HH, NI         | 210.000       | 3.800.000               |
| 22. Juni 2004   | SH, HH, NI, HB, BE | 220.000       | 3.200.000               |
| 12. Juli 2005   | SN                 | 15.000        | 150.000                 |
| 22. Juni 2006   | bundesweit         | 200.000       | 2.000.000               |
| 19. Juni 2007   | bundesweit         | 200.000       | 2.100.000               |
| 8. Juli 2008    | bundesweit         | 200.000       | 2.000.000               |
| 18. Juni 2009   | bundesweit         | > 100.000     | 1.600.000               |
| 17. Juni 2010   | bundesweit         | > 100.000     | 1.600.000               |
| 8. Juni 2011    | bundesweit         | > 100.000     | 1.600.000               |
| 14. Juni 2012   | bundesweit         | > 80.000      | 1.500.000               |
| 13. Juni 2013   | bundesweit         | > 80.000      | 1.500.000               |
| 3. Juli 2014    | bundesweit         | > 80.000      | 1.500.000               |
| 9. Juli 2015    | bundesweit         | 85.000        | 1.600.000               |
| 14. Juli 2016   | bundesweit         | 80.000        | 1.500.000               |
| 13. Juli 2017   | bundesweit         |               |                         |
| 26. Juni 2018   | bundesweit         | 70.000        | 1.300.000               |
| 19. Juni 2019   | bundesweit         |               |                         |
| 1. Oktober 2020 | bundesweit         |               |                         |
| 10. Juni 2021   | bundesweit         |               |                         |
| 20. Juni 2022   | bundesweit         | 60.000        | 1.100.000               |
| 4. Juli 2023    | bundesweit         | > 60.000      |                         |

### Projektauswahltreffen
Bei dem Projektauswahltreffen (kurz PAT) konnten die Schüler die Projekte, die sie am Sozialen Tag unterstützen möchten, wählen. Dazu konnte jede angemeldete Schule drei Delegierte entsenden, die nach Berlin fuhren und dort ein Wochenende über die zu wählenden Projekte und die Projektregionen informiert wurden. Als Höhepunkt wurden dann die Projekte (ein Balkan-Projekt, ein Projekt in Jordanien) gewählt, welche von den Geldern des Sozialen Tages finanziert wurden. Seit 2018 findet das Projektauswahltreffen nicht mehr statt.

### Bildungsangebote für teilnehmende Schulen

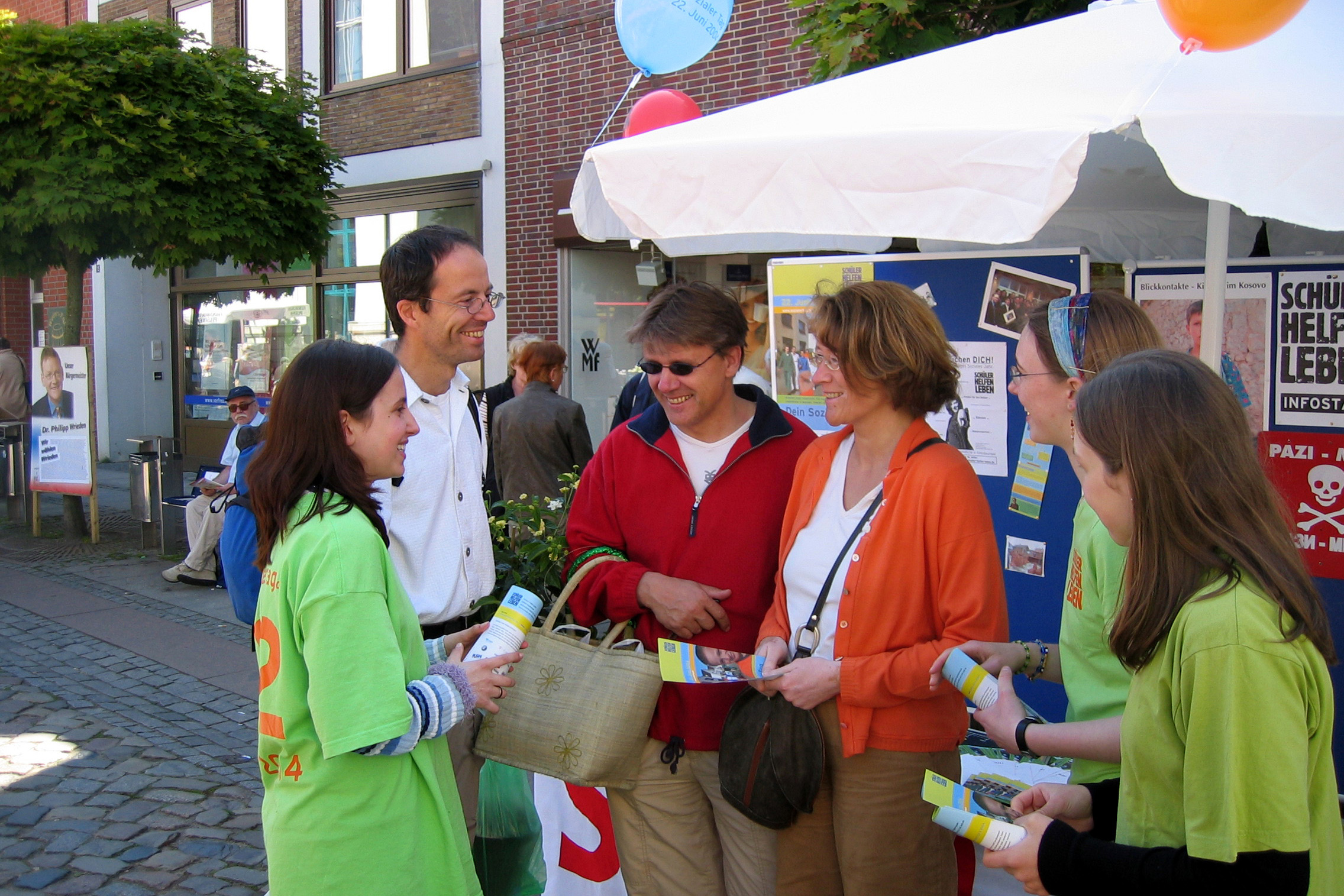
Infostand mit ehrenamtlich engagierten Schülerinnen

Schüler Helfen Leben veranstaltet jährlich Schultouren, bei denen Jugendliche über die Projekte von SHL in Pausenhallen und Klassenzimmern referieren. Hierbei wird vor allem auf die Situation der Jugendlichen auf dem Balkan eingegangen. Seit November 2014 wird diese Schultour mit dem sogenannten Sozialer-Tag-Mobil durchgeführt. Das Bildungsangebot umfasst somit neben Vorträgen auch einen interaktiven Informationsstand auf dem Pausenhof und eine Workshopauswahl. Vor dem Sozialen Tag organisiert SHL zusätzlich Infostände, die über den Balkankrieg und die Projekte von SHL informieren. Im Rahmen sogenannter „Camps“ haben besonders interessierte Jugendliche einmal jährlich die Möglichkeit, Projekte vor Ort zu besuchen. Darüber hinaus werden für ebendiese Wochenendseminare angeboten, bei denen über die Themen von SHL informiert wird.

### Freiwilliges Soziales Jahr und freiwilliges Engagement
Die Organisation besteht zum größten Teil aus Schülern, die sich ehrenamtlich bei SHL engagieren. Diese „Aktiven“ organisieren beispielsweise Infostände, Benefizkonzerte und den Sozialen Tag an ihrer Schule. Weiterhin können Jugendliche ein Freiwilliges Soziales Jahr (kurz: FSJ) leisten. Die Teilnehmer können sich dabei aussuchen, ob sie ihren Dienst in Deutschland oder den Projektregionen auf dem Balkan absolvieren. Diejenigen, die sich für ein FSJ in Deutschland bewerben, koordinieren aus dem Büro Neumünster den bundesweiten Sozialen Tag und andere Aktivitäten in Zusammenhang mit der Deutschlandarbeit.

## Die Projekte des Sozialen Tages 2016

### Gewalt ist keine Lösung – Bekämpfung von Geschlechterungleichheiten (Albanien)
Das Projekt „Gewalt ist keine Lösung“ in Albanien setzt sich für die Rechte von Frauen und gegen geschlechterspezifische Gewalt ein. Es wird in Zusammenarbeit mit der Partnerorganisation „Women's Network Equality in Decision Making“ durchgeführt. In Seminaren, Medientrainings und Forumsdiskussionen erlernen die jugendlichen Mädchen und Jungen den Umgang mit dieser Problematik. Des Weiteren erhalten die Jugendlichen die Möglichkeit, sich über ihre Erfahrungen auszutauschen, und führen gemeinsame Aktionen gegen Diskriminierung und Gewalt gegenüber Frauen durch.

### Gemeinsam in eine bessere Zukunft – Hilfe für Straßenkinder (Jordanien)
Aufgrund des Bürgerkriegs in Syrien haben viele geflüchtete Kinder und Jugendliche in den jordanischen Flüchtlingslagern keinen Zugang zu Bildung. Das Projekt „Gemeinsam in eine bessere Zukunft“ setzt sich dafür ein, von Armut gefährdete Kinder und Jugendliche mit Hilfe von Bildungsangeboten und Trainings in die Gesellschaft zu reintegrieren und ihnen eine Zukunftsperspektive zu bieten. In unterschiedlichen theoretischen und praktischen Kursen sowie Nachhilfeunterricht erlangen die Jugendlichen Fähigkeiten, die ihnen bei der späteren Jobsuche helfen.

## Zeitleiste der Initiative

### Ab 1990
- 1992: Schüler des Gymnasiums an der Stadtmauer aus Bad Kreuznach fahren mit ihren privaten PKWs nach Kroatien, um Hilfsgüter direkt zu den Bedürftigen zu bringen.[1]
- 1992: 300 Schulen in Rheinland-Pfalz sammeln Hilfsgüter – der Name Schüler Helfen Leben entsteht.[1]
- 1993: „Jeder Schüler gibt 1 Mark“ in SH, es werden 767.000 € von den Schülern gespendet. Von dem Geld werden Schulen wieder aufgebaut, u. a. die Grundschule in Lipik (Kroatien).[1]
- 1994: Gründung des Vereins
- 1994–1996: Beteiligung am Wiederaufbau der Grundschule VII in Mostar. In SH werden landesweit rund 40 t Lebensmittelpakete gesammelt. Die Pakete werden von Schülern in den ostslawonischen Ort Vocin geliefert und dort an Flüchtlinge aus Bosnien verteilt.[1]
- 1994–1997: Schaffung von 500 Kindergartenplätzen in Sarajevo und notdürftige Instandsetzung der Taubstummenschule.[1]
- 1995: Schüler Helfen Leben erhält den Gustav-Heinemann-Bürgerpreis und die Theodor-Heuss-Medaille.[1]
- 1996: Erstes Deutsch-Bosnisches Sommerlager in Žuljana auf Pelješac (Dalmatinische Mittelmeerküste).[1]
- 1997: Abschluss der Wiederaufbauprojekte: Letzte Schule mit Kindergarten im bosnischen Bergland übergeben.
- 1997–2000: YOUTHNet: Vernetzung von Jugendgruppen aus ganz Bosnien und darüber hinaus über Seminare und E-Mail zum gegenseitigen Austausch und zur gemeinsamen Erstellung des ersten gesamtbosnischen Jugendmagazins nepitani („Die Ungefragten“).[1]
- 1997: Verschiedene Projekte zur Versöhnungsarbeit in Bosnien und Herzegowina.
- 1997: Schüler Helfen Leben erhält den Kai-Uwe-von-Hassel-Förderpreis.[1]
- 1998: Erster Sozialer Tag mit 35.000 Schülern.[1]
- 1999: Mit dem Geld vom Sozialen Tag 1998 wird das erste Jugendbegegnungshaus von SHL in Sarajevo gebaut.[1]

### Ab 2000
- 2000: Zweiter Sozialer Tag mit 100.000 Schülern.
- 2000: Schüler Helfen Leben präsentiert sich im deutschen Pavillon auf der Expo 2000.
- 2000: Schüler Helfen Leben beteiligt sich an der Organisation der ersten Jugendmesse in Bosnien-Herzegowina.
- 2000: Handschlag Aktion – Große Balkan-Informationstour durch Deutschland. Deutsche Jugendliche demonstrieren mit „Handschlägen“ auf Leinentüchern ihre Solidarität mit den Jugendlichen auf dem Balkan.
- 2000: „Erste Hilfe“ im Kosovo. Es werden 25 Schulen mit Unterrichtsmaterial, Heizungen, Tafeln usw. ausgestattet.
- 2001: Fertigstellung des Jugendzentrums in Rahovec/Orahovec im Kosovo.[12]
- 2001: Schüler Helfen Leben erhält den Stark-Preis.[1]
- 2002: Dritter Sozialer Tag mit 210.000 Schülern.
- 2002: Gründung der Stiftung Schüler Helfen Leben, um die bestehenden Projekte langfristig zu sichern.
- 2003: Fertigstellung des Jugend und Ausbildungszentrums in Krizevici (Ostbosnien).
- 2004: Vierter Sozialer Tag mit 220.000 Schülern.
- 2004: Beginn der Projekte „Ökologischer Ausbildungshof in Boiu“ und „Sommerschulen für Roma Jugendliche“.
- 2005: Fünfter Sozialer Tag (nur in Sachsen).
- 2006: Erster bundesweiter Sozialer Tag.[1]
- 2007: Am 19.6. wurde der zweite bundesweite Soziale Tag unter der Schirmherrschaft von Bundespräsident Horst Köhler durchgeführt.
- 2008: SHL erhält den Hans Rosenthal-Ehrenpreis der Hans Rosenthal-Stiftung[13]
- 2008: Am 8. Juli findet der Soziale Tag zum ersten Mal unter der Schirmherrschaft von Bundeskanzlerin Angela Merkel statt.

### Ab 2010
- 2010: 100.000 Schüler erarbeiten am 10. Sozialen Tag 1,6 Mio. Euro
- 2010: Die Organisation erhält den Deutschen Bürgerpreis auf Regional- und Landesebene in der Kategorie U21.[14]
- 2010: Die Organisation erhält den Engagementpreis „Geben gibt“ in der Kategorie Jugendengagement.[14]
- 2011: SHL erhält den Europäischen Bürgerpreis.[14]
- 2011: Die Organisation wird mit der Europa-Lillie für europäische Jugendarbeit ausgezeichnet[15]
- 2012: Am Sozialen Tag (14. Juni) erarbeiten mehr als 80.000 Schüler rund 1,5 Mio. € für Jugendprojekte.
- 2013: Die jugendlichen Mitglieder von SHL entscheiden, die Projektregionen um ein neues Land zu erweitern: Ab 2013 unterstützt SHL auch syrische Flüchtlinge in Jordanien.
- 2013: Am Sozialen Tag (13. Juni) erarbeiten über 80.000 Schüler mehr als 1,5 Millionen Euro
- 2014: Wieder erarbeiten 80.000 Schüler rund 1,5 Millionen Euro für soziale Projekte, Twitter wird Partner des Sozialen Tages
- 2014: Ministerpräsident Schleswig-Holsteins Torsten Albig schickt das SozialerTag-Mobil auf den Weg, neues Konzept für Deutschland-Tour
- 2015: Am Sozialen Tag (9. Juli) erarbeiten ca. 85.000 Schüler rund 1,6 Mio. € für Projekte in Südosteuropa und Jordanien.
- 2015: Die Organisation wird vom Bundesverband Deutscher Stiftungen mit dem Jahresbericht 2014 für den KOMPASS nominiert.[16]
- 2017: Die Organisation feiert ihr 25-jähriges Jubiläum.[1]
- 2018: Die Organisation eröffnet zusätzlich zu den Büros in Neumünster, Berlin und Sarajevo ein weiteres Büro in Lübeck.[1]

### Ab 2020
- 2022: Nach dem russischen Überfall auf die Ukraine entscheiden sich die jugendlichen Mitglieder, auch in der Ukraine und den ukrainischen Nachbarländern Polen und Moldau aktiv zu werden.[5]
- 2022: Die Organisation feiert ihr 30-jähriges Jubiläum in der Landesvertretung Schleswig-Holsteins Berlin, Festredner ist Daniel Günther.[17]
- 2023: Ein weiteres Büro wird in Kiew eröffnet.

## Unterstützer und Schirmherren

### Schirmherren des Sozialen Tages 2022
(Quelle:)
- Olaf Scholz (Bundeskanzler)
- Daniel Günther (Ministerpräsident von Schleswig-Holstein)
- Manuela Schwesig (Ministerpräsidentin von Mecklenburg-Vorpommern)
- Peter Tschentscher (Erster Bürgermeister von Hamburg)
- Winfried Kretschmann (Ministerpräsident von Baden-Württemberg)
- Stephan Weil (Ministerpräsident von Niedersachsen)
- Dietmar Woidke (Ministerpräsident von Brandenburg)
- Marie-Luise Dreyer (Ministerpräsidentin von Rheinland-Pfalz)
- Franziska Giffey (Regierende Bürgermeisterin von Berlin)
- Bodo Ramelow (Ministerpräsident von Thüringen)
- Hendrik Wüst (Ministerpräsident von Nordrhein-Westfalen)
- Dieter Reiter (Oberbürgermeister von München)

### Mitglieder des Stiftungskuratoriums
(Quelle: )
- Michael Alberg-Seberich (Unternehmer)
- Torsten Albig (ehemaliger Ministerpräsident von Schleswig-Holstein)
- Michael Bültmann (Geschäftsführer der HERE Deutschland GmbH)
- Adelheid Feilcke (Hauptabteilungsleiterin Europa bei der Deutschen Welle)
- Tobias Flessenkemper (Leiter des Büros des Europarates in Belgrad)
- Sigmar Gabriel (ehemaliger SPD-Parteivorsitzender und Bundesaußenminister)
- Otto Herz (Pädagoge und Diplom-Psychologe)
- Josip Juratovic (Bundestagsabgeordneter, SPD)
- Maja Lasić (Politikerin, SPD)
- Karin Prien (Ministerin für Bildung, Wissenschaft und Kultur des Landes Schleswig-Holstein)
- Heike Raab (Staatssekretärin in der rheinland-pfälzischen Staatskanzlei)
- Roland Roth (Professor für Politikwissenschaften und Bürgerrechtler)
- Juliane Seifert (Staatssekretärin im Bundesinnenministerium)
- Ulrich Wickert (Journalist und Autor)
- Adis Ahmetovic (Bundestagsabgeordneter, SPD)

### Weitere Unterstützer
(Quelle: )
- Michael Kessler, Schauspieler
- Jonas Monar, Sänger
- Alina Wichmann, Sängerin
- Mirko Drotschmann, Journalist
- Ralph Caspers, Moderator
- Muschda Sherzada, Moderatorin

## Auszeichnungen
- Für ihre Arbeit wurde die Hilfsorganisation unter anderem mit dem Schleswig-Holsteinischen Stark-Preis und dem Internationalen Preis des Westfälischen Friedens geehrt. Im Jahr 2011 wurde der damaligen Vorstandsvorsitzenden des Vereins stellvertretend für alle am Sozialen Tag teilnehmenden Schüler der Europäische Bürgerpreis überreicht.
- 1997: Kai-Uwe-von-Hassel-Förderpreis
- 2008: Hans-Rosenthal-Ehrenpreis[21]